# حبيبتي من تكون (أغنية)
حبيبتي من تكون أغنية عبد الحليم حافظ، من ألحان بليغ حمدي وكلمات الأمير خالد بن سعود. صدرت الأغنية بعد وفاة عبد الحليم حافظ (30 مارس 1977)، على اسطوانات صوت الفن في 30 مارس 1981.

## خلفية الأغنية
كتب الباحث عمرو فتحي في «موسوعة أغاني عبد الحليم حافظ» التي صدرت عن  دار الكرمة عام 2019 في 328 صفحة، وعلى صفحة 235 نقرأ: «على اسطوانات صوت الفن وبمصاحبة الفرقة الماسية بقيادة أحمد فؤاد حسن، صدرت» أغنية حبيبتي من تكون«، مع عزف عود (حسين صابر لبيب) وناي (محمود عفت) واكورديون (مختار السيد). قال المحامي مجدي العمروسي:» الأمير خالد بن سعود بن عبد العزيز عرض على عبد الحليم كتاب شعر هو عامله على اساس الاستاذ عبد الحليم يختار منه قصيدة، فلقى الاستاذ عبد الحليم قصيدة اسمها «من تكون»، فعجبه الكلام اللي فيها، لكن لقى الكلمات تحتاج شوية تغيرات، يعني بقى فيه كلمات لازم تتغير، فكلم خالد وقال له: «فيه كلمات لازم تتغير»، خالد قال: «طيب». وفعلا غيرّ فيها بعض الكلمات وقال له: «أنا هأسميها حبيبتي من تكون»، وفي عدد مجلة الموعد اللبنانية الصادر في إبريل عام 1977، وبعد رحيل عبد الحليم، كتبت المجلة عن أغنية للعندليب رحل قبل أن يسمعها جمهوره، وهذه الأغنية هي قصيدة «الرفاق حائرون»، وقالت الموعد أن الأمير خالد بن سعود يحتفظ بهذه الأغنية مسجلة بصوت العندليب لأنها لم تطبع على اسطوانة، ولم يغنيها العندليب في الإذاعة.

## أغنية مثيرة للجدل
كانت الحبيبة المقصودة في أغنية "حبيبتي من تكون" محل جدل قبل وبعد وفاة عبد الحليم. كتب كريم حسين على الموقع الإلكتروني للجزيرة في 30/3/2019: " كان عبد الحليم يرد على ما كان يدور من شائعات حب وزواج عنه أثناء حياته، وهي شائعات ما زالت تتجدد وتطارده بلا هوادة في كل عام مع حلول موعد ذكرى رحيله. لعل من أشهر هذه الشائعات قصة زواج حليم المثيرة للجدل من النجمة الراحلة سعاد حسني التي كانت مادة ساخنة في الصحافة على مدار العقود الماضية، وأكدها عز الدين حسني شقيق الفنانة الراحلة، مشيرا إلى أن سعاد اتصلت به وأخبرته بأن هناك قصة حب تجمعها بحليم وأنهما سيتزوجان، وهو ما حدث بالفعل، واستمر الزواج بعقد عرفي لمدة ست سنوات. كما أكدت "جانجاه" شقيقة سعاد هذه الرواية، وقالت إن لديها أدلة قوية تؤكد حجتها، ونشرت وثيقة تثبت الزواج. أكد عصام عبد الحميد الطبيب الخاص لسعاد حسني زواجها من حليم، وقال إنها أخبرته بأن سبب إخفاء الزواج جاء بناءً على رغبة حليم الذي خشي أن يخسر معجباته. كما أكد هذا الزواج الإعلامي المصري مفيد فوزي في عدة حوارات تلفزيونية، وذهب إلى القول إن العندليب تزوجها سراً لمدة خمس سنوات وتوفي وهي ما زالت زوجته، مشيراً إلى أنه يحتفظ بمستندات وشريط سمعي هام لهذه الواقعة. نفى محمد شبانة ابن شقيق حليم صحة هذا الزواج نفياً قاطعاً، وقال إن الوثيقة التي نشرت بهذا الشأن غير صحيحة.
نفى صديق حليم المقرب الملحن الراحل كمال الطويل في أكثر من حوار صحفي أي علاقات حب أو زواج لحليم، وقال إنها كانت سطحية لم تأخذ من قلبه وعقله شيئا. وأضاف أن "حليم كان إنسانا عنيداً وصلباً وكتوماً وكان يملك كل صفات الزعامة، وما سمعته يوماً يذكر اسم امرأة تربطه بها علاقة، وكان حريصاً على إخفاء أسماء السيدات وإخفاء تفاصيل علاقته بهن.. كان همه الوحيد هو فنه.
كتب موقع الشروق في 31 مارس 2016 تحت عنوان «حبيبة عبد الحليم حافظ الوحيدة... من تكون؟»: «فلقد غنى لها أو عنها» الرفاق حائرون يتساءلون حبيبتي أنا من تكون«... فمن تكون هذه الغادة الحسناء التي أحبها العندليب الأسمر عبد الحليم حافظ؟»، وذكر الموقع: «كان عبد الحليم يفرض سرية تامة حول هذه العلاقة، ولم يكن يسمح لأصدقائه المقرّبين بالدخول في أي من تفاصيلها من قريب أو بعيد... لقد أحب عبد الحليم حافظ سيدة واحدة واستمر حبه لها 5 سنوات حتى ماتت ولم يذكر حليم اسمها الحقيقي».
كتبت الجريدة الإلكترونية اليومية «نورت» مقالة تحت عنوان «قصة الفتاة التي أحبها عبد الحليم وغنى لها حبيبتي من تكون»: «كان الشاعر الغنائي الراحل محمد حمزة حكى عن آخر قصة حب في حياة عبد الحليم حافظ، والتي اعترف بها العندليب له، وكانت فتاة في السابعة عشرة من عمرها، وكان حليم صديقاً لجدها الوزير وبلغ الحب مبلغه لدرجة كان يذهب إلى جدها بصفة مستمرة ليشاهدها».
كتب موقع البوابة الإلكتروني في 31 مارس 2017 مقالة تحت عنوان «8 أغانٍ تكشف أسرار العندليب»، كانت واحدة من هذه الأغاني «حبيبتي من تكون؟».
ذكر موقع المجد الألكتروني: «كان حليم قد اختار هذه الأغنية من مجموعة شعرية للأمير خالد بن سعود، وكلف العندليب صديقه بليغ حمدى بتلحينها، وسجلها بصوته مع الفرقة الماسية، ولكن اختلفت وجهات النظر بينه وبين الأمير خالد حول بعض الكلمات، وهو ما أدى إلى عدم طبع الأغنية على أسطوانات أو أشرطة كاسيت، وعدم إذاعتها، وكانت هذه الأغنية وقت وفاة العندليب من الاشرطة النادرة التي كان يتشوق الجمهور لسماعها باعتبارها آخر ما غناه العندليب المحبوب، وظهرت للنور بعد وفاته».
كتب موقع روتانا الإلكتروني للتدليل على اهتمام عبد الحليم بالظهور أمام الجمهور بشكل من هو بعيد عن العلاقات النسائية: "في إحدى الحفلات بعد فترة القطيعة بينه وبين الموجي، قدم حليم رفيقه محمد الموجي ثم صعدت فتاتين وقدما الورود للعندليب، فأخذ باقات الزهور ثم قبل الفتاتين، وعندما ضحك الجمهور رد حليم بأسلوبه الساخر "دول بنات الموجي والله"، وقدمهما للجمهور "غنوة وأنغام محمد الموجي".
كتب موقع كل الأسرة: "حاول الكثيرون التكهن بحقيقة شخصية حبيبة عبد الحليم وذهب البعض إلى أنه كان يحب الفنانة سعاد حسني وأنهما تزوجا سراً، بينما قال المقربون منه أنه أحب سراً سيدة كان يلتقي بها خفيةً في لندن لخمس سنوات، إلا أنه لم يكشف يوماً عن شخصيتها، ولهذا غنى أغنيته الشهيرة "حبيبتي من تكون".
كتب موقع القبس: «تؤكد الشواهد انه قبل مرض حليم الأخير كان يستعد لتجديد شقته بالزمالك لكي يتزوج فيها من انسانة ما أخفى عن الدنيا كلها من هي. وفي هذه الفترة توجد في أوراقه كلمات عن امرأتين تحتمل كل منهما أن تكون الزوجة المنتظرة، إحداهما مصرية والثانية مغربية. وعن هذه الحبيبة المجهولة غنى عبد الحليم أغنيته الشهيرة حبيبتي من تكون  في المرحلة الأخيرة من عمره».

## نسخ أخرى للأغنية
قدمت المغنية اللبنانية نوال الزغبي نسختها من «أغنية حبيبتي من تكون»، كما قدمها الفنان هاني شاكر وهو الذي قدم الكثير من أغاني عبد الحليم حافظ بصوته في الحفلات ولاقت صدى كبير لدى الجماهير.

## كلمات الأغنية
من تكون، من تكون
الرفاق حائرون، يفكرون، يتساءلون في جنون
حبيبتي أنا، من تكون حبيبتي، من تكون حبيبتي
يفكرون، يتساءلون، يتهامسون، يتخيلون
أشياء وأشياء، أسماء وأسماء، ويضيع كل هذا هباء
لا تخافي واهدئي، واهدئي، ياصغيرتي
لا تبالي إنني، أنني يا حبيبتي
اخفي هواكي عن العيون، فكيف مني يعرفون
حبيبتي حبيبتي أنا من تكون حبيبتي
من تكون حبيبتي أنا
صغيرتي أنا لم أقل شيئاً، لم أقل
وأبدً أبداً لن أقول
فحرصي عليكِ كحرص نفسى على الحياة لكي تطول
فأنت في أعماق ذاتي، سر أسرار حياتي
فدعيهم يا حياتي، يا حياتي دعيهم
يفكرون، يتساءلون، يتخيلون
ولا تخافي واهدئي، واهدئي، ياصغيرتي
لا تبالي إنني، إنني يا حبيبتي
اخفي هواكي عن العيون، فكيف مني يعرفون
حبيبتي حبيبتي أنا من تكون حبيبتي، من تكون حبيبتي أنا 

## وصلات خارجية
https://www.youtube.com/watch?v=qyW6FO6TCKY حبيبتي من تكون (أغنية)
https://www.youtube.com/watch?v=m8sHmBTpzqc حبيبتي من تكون (أغنية)
https://www.youtube.com/watch?v=dHbig9VC8Z8 حبيبتي من تكون (أغنية)